# 岩沼市
岩沼市（いわぬまし）は、宮城県南部に位置する市。太平洋沿岸、阿武隈川河口の北岸にある。1971年（昭和46年）市制施行。

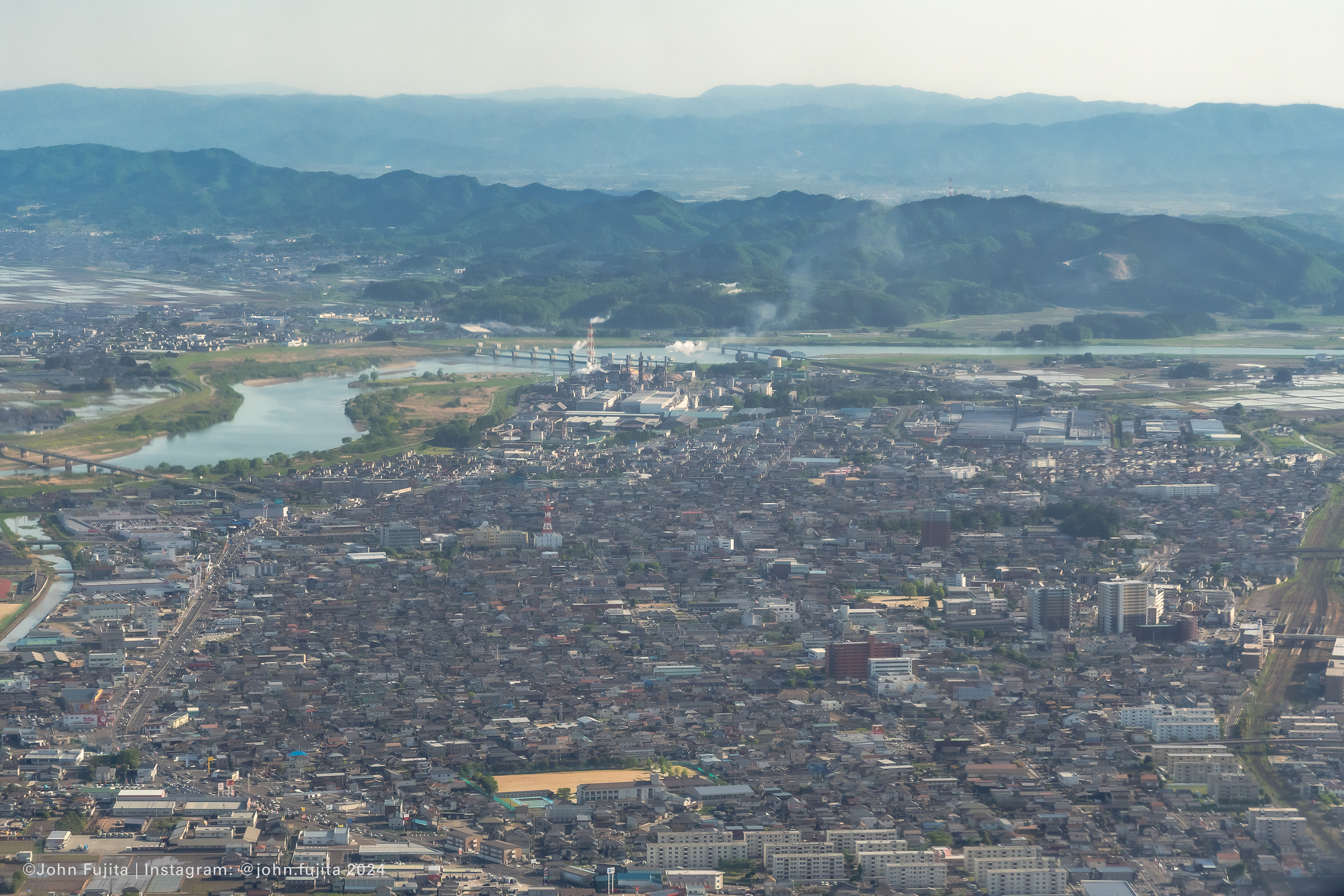
航空機内より望む岩沼市街地

## 地理
宮城県の南東部に位置し、西側に高舘丘陵があるが、市域のほとんどは東側の仙台平野に属する。東は太平洋に面し、西は柴田町、南は阿武隈川を隔てて亘理町、北は名取市と接する。
- 山：三方塚（326m）、愛宕山（291m）、猪倉山（245m）、千貫山（191m）
- 河川：阿武隈川、貞山堀、五間堀川、志賀沢川

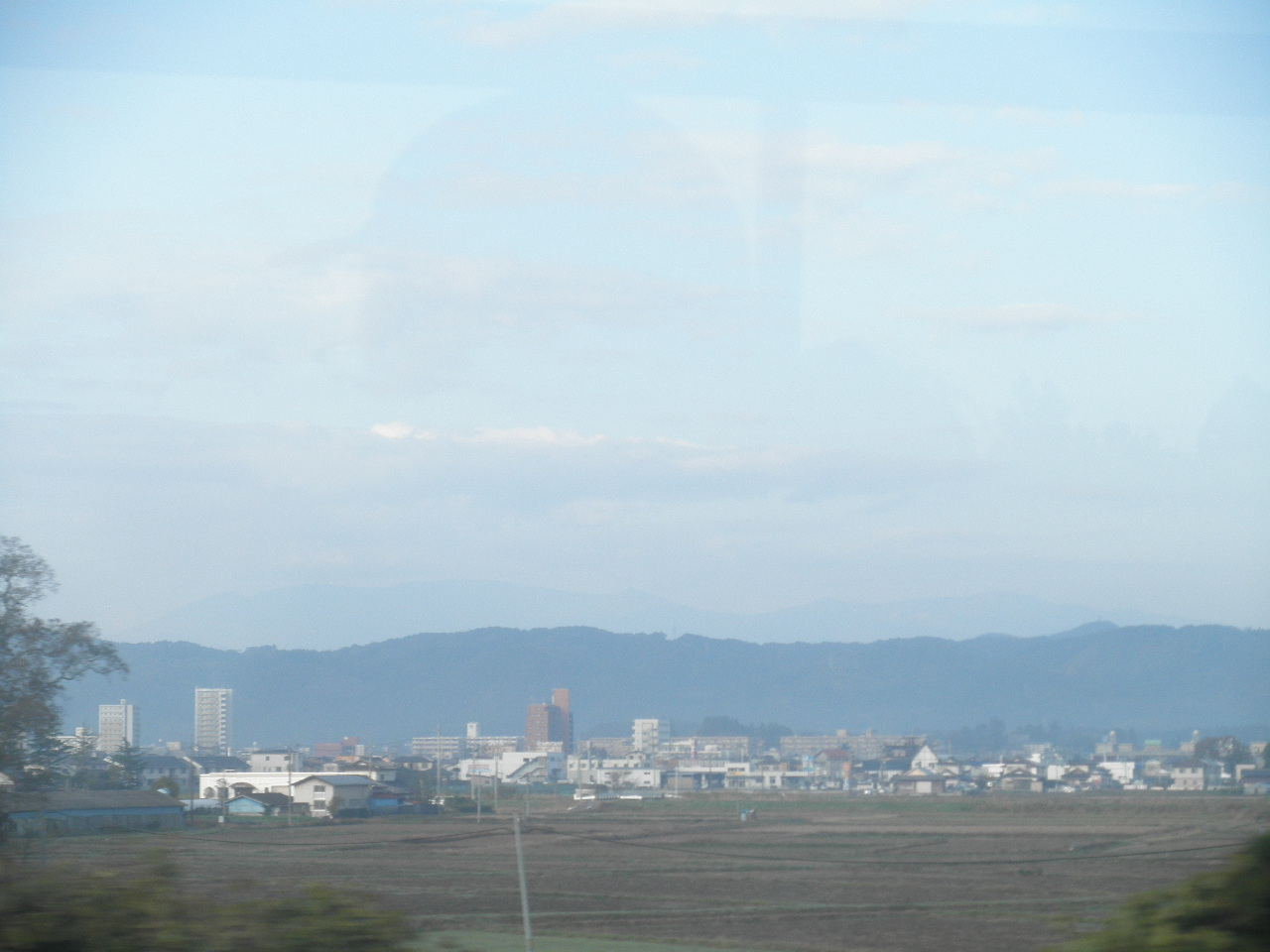
岩沼市の市街地。
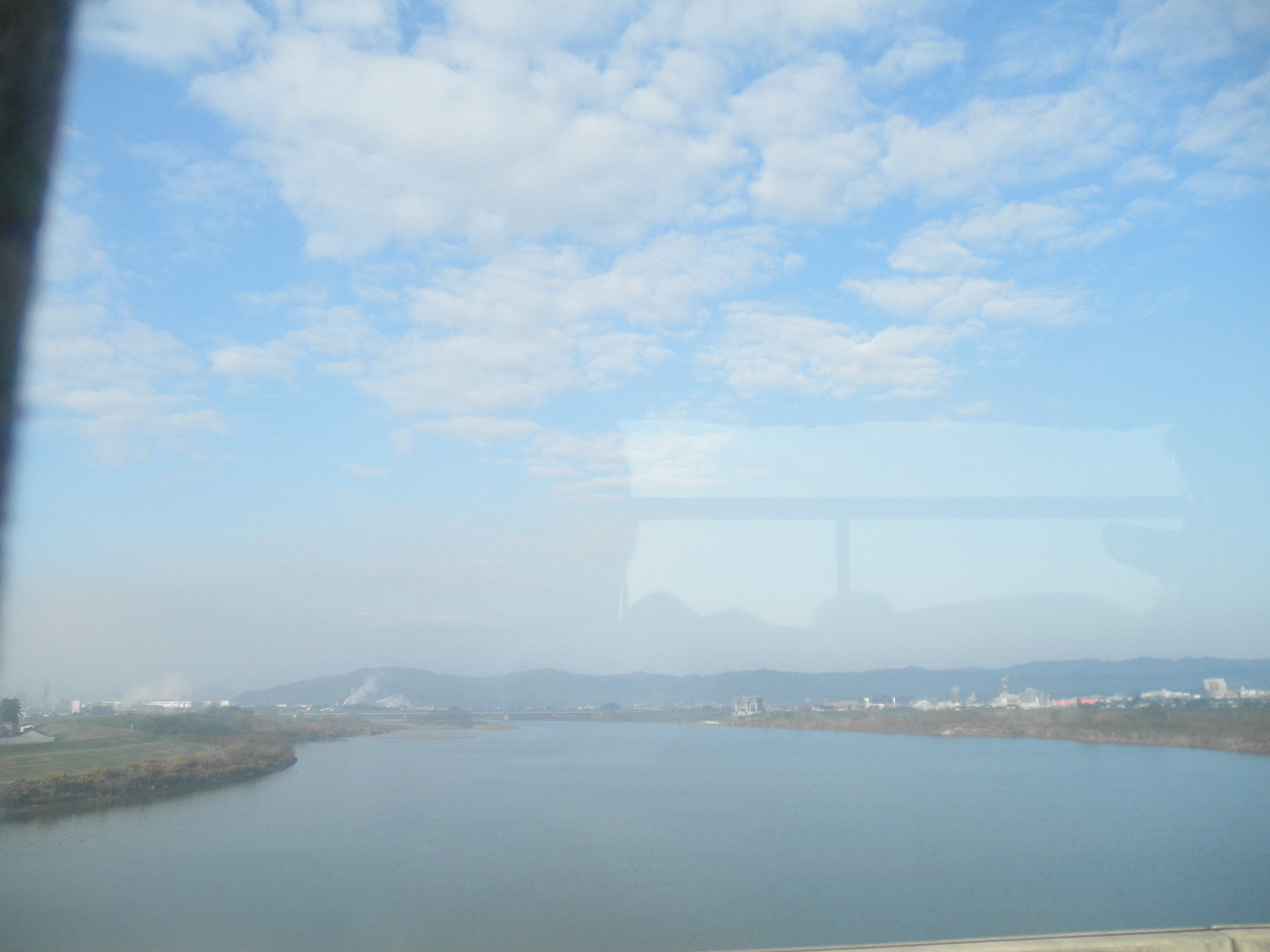
阿武隈川。早股字西砂押で撮影。

## 歴史
阿武隈川の河口に位置する岩沼は、かつては「武隈（たけくま）」と呼ばれていた。この地はのちに奥州街道と陸前浜街道の分岐点の宿場として栄えたことからも分かるように交通の要衝であり、多賀城へ下向する官人のための旅館（武隈館）が置かれ、承和9年（842年）には竹駒神社が勧請されるなど、古くから重要な宿駅であった。
延文6年（1361年）までには泉田氏が岩沼城に入り、ここを拠点とする。泉田氏は、はじめ留守氏、のちに伊達氏の家臣となって同地を支配した。岩沼の呼称は、この城の前面に広がる沼から採られたものと伝えられている。
天正19年（1591年）に泉田重光が磐井郡薄衣城に移されてからは、石田宗朝・屋代景頼・奥山兼清・古内重広らが城主を歴任した。万治3年（1660年）に仙台藩主伊達綱村の伯父・田村宗良を藩主とする支藩・岩沼藩が成立すると、岩沼はその城下町となる。天和2年（1682年）に田村氏が一関に転封されると、岩沼藩領は仙台藩に復帰して、翌年には再び古内氏が岩沼城主となり、以後明治維新に至るまで岩沼を治めた。近代以降も古内氏は岩沼と深いつながりを保ち、町長・市長を輩出している。
- 1887年（明治20年）12月15日 - 東北本線岩沼駅開業。
- 1889年（明治22年）4月1日 - 町村制施行により、岩沼本郷の区域をもって、名取郡岩沼町が発足する。
- 1947年（昭和22年）1月11日 - 亘理郡逢隈村の区域の内、吹上地区を編入。
- 1955年（昭和30年）4月1日 - 岩沼町、千貫村及び玉浦村が合併し、改めて岩沼町が発足する。
- 1957年（昭和32年）4月22日 - 仙台空港が民間空港としての営業を開始。
- 1960年（昭和35年）12月18日 - 現在の市章である町章を制定する[4]。
- 1971年（昭和46年）11月1日 - 市制施行し、岩沼市となる。
- 1995年（平成7年）9月11日 - 名取市と境界変更。
- 1996年（平成8年）11月1日 - 名取市と境界変更。
- 2001年（平成13年）6月29日 - 名取市と境界変更。
- 2011年（平成23年）3月11日 - 東北地方太平洋沖地震が発生。市内沿岸部は津波により壊滅的被害を受け、市内で発見された遺体は180名にのぼる。
- 2013年（平成25年）1月4日 - 名取市と境界変更。

## 人口
平成27年国勢調査より前回調査からの人口増減をみると、1.11％増の44,678人であり、増減率は県下35市町村中8位。40行政区域中12位。
| |                                        |  |
| 岩沼市と全国の年齢別人口分布（2005年） | 岩沼市の年齢・男女別人口分布（2005年） |  |
| ■紫色 ― 岩沼市 ■緑色 ― 日本全国 | ■青色 ― 男性 ■赤色 ― 女性              |  |
| 岩沼市（に相当する地域）の人口の推移 \| 1970年（昭和45年） \| 29,822人 \| \| \| 1975年（昭和50年） \| 32,573人 \| \| \| 1980年（昭和55年） \| 34,910人 \| \| \| 1985年（昭和60年） \| 36,519人 \| \| \| 1990年（平成2年） \| 38,091人 \| \| \| 1995年（平成7年） \| 40,072人 \| \| \| 2000年（平成12年） \| 41,407人 \| \| \| 2005年（平成17年） \| 43,921人 \| \| \| 2010年（平成22年） \| 44,187人 \| \| \| 2015年（平成27年） \| 44,678人 \| \| \| 2020年（令和2年） \| 44,068人 \| \| |                                        |  |
| 総務省統計局 国勢調査より |                                        |  |
| 1970年（昭和45年） | 29,822人                               |  |
| 1975年（昭和50年） | 32,573人                               |  |
| 1980年（昭和55年） | 34,910人                               |  |
| 1985年（昭和60年） | 36,519人                               |  |
| 1990年（平成2年） | 38,091人                               |  |
| 1995年（平成7年） | 40,072人                               |  |
| 2000年（平成12年） | 41,407人                               |  |
| 2005年（平成17年） | 43,921人                               |  |
| 2010年（平成22年） | 44,187人                               |  |
| 2015年（平成27年） | 44,678人                               |  |
| 2020年（令和2年） | 44,068人                               |  |

## 行政
市長：佐藤淳一 - 2022年6月23日就任。現在1期目
- 歴代町長

昭和の合併以前
| 代    | 氏名       | 就任                      | 退任                       | 備考              |
| ----- | ---------- | ------------------------- | -------------------------- | ----------------- |
| 1     | 加藤清五郎 | 1889年（明治22年）4月28日 | 1891年（明治24年）9月11日  |                   |
| 2     | 平間彌五郎 | 1891年（明治24年）9月12日 | 1891年（明治24年）9月15日  |                   |
| 3     | 板橋良克   | 1891年（明治24年）9月17日 | 1892年（明治25年）8月2日   |                   |
| 4     | 太田庄七   | 1892年（明治25年）8月26日 | 1898年（明治31年）9月13日  |                   |
| 5     | 佐藤富次郎 | 1898年（明治31年）9月27日 | 1914年（大正3年）10月8日   |                   |
| 6     | 高橋養吉   | 1915年（大正4年）1月26日  | 1916年（大正5年）7月1日    |                   |
| 7 - 8 | 古内省三郎 | 1916年（大正5年）7月13日  | 1923年（大正12年）1月26日  |                   |
| 9     | 太田庄七   | 1923年（大正12年）7月3日  | 1925年（大正14年）5月1日   | 再任              |
| 10    | 小野惣助   | 1925年（大正14年）5月28日 | 1929年（昭和4年）5月27日   |                   |
| 11    | 平間彌五郎 | 1929年（昭和4年）6月6日   | 1931年（昭和6年）12月14日  | 第2代町長とは別人 |
| 12    | 古内省三郎 | 1932年（昭和7年）2月2日   | 1941年（昭和16年）4月20日  | 再任              |
| 13    | 渡邉豊蔵   | 1941年（昭和16年）5月3日  | 1945年（昭和20年）5月2日   |                   |
| 14    | 高橋養吉   | 1946年（昭和21年）4月19日 | 1946年（昭和21年）11月21日 | 第6代町長とは別人 |
| 15    | 岡崎太郎   | 1947年（昭和22年）4月5日  | 1955年（昭和30年）3月31日  |                   |

昭和の合併以後
| 代    | 氏名       | 就任                      | 退任                       | 備考 |
| ----- | ---------- | ------------------------- | -------------------------- | ---- |
| 1     | 石垣儀三郎 | 1955年（昭和30年）5月4日  | 1959年（昭和34年）4月29日  |      |
| 2 - 5 | 古内廣直   | 1959年（昭和34年）4月30日 | 1971年（昭和46年）10月31日 |      |

- 歴代市長

| 代      | 氏名       | 就任                      | 退任                      | 備考         |
| ------- | ---------- | ------------------------- | ------------------------- | ------------ |
| 1 - 2   | 古内廣直   | 1971年（昭和46年）11月1日 | 1974年（昭和49年）6月6日  | 町長より留任 |
| 3       | 森喜吉     | 1974年（昭和49年）6月23日 | 1978年（昭和53年）6月22日 |              |
| 4 - 6   | 渡邊健一郎 | 1978年（昭和53年）6月23日 | 1990年（平成2年）6月22日  |              |
| 7 - 8   | 小野光彦   | 1990年（平成2年）6月23日  | 1998年（平成10年）6月22日 |              |
| 9 - 12  | 井口経明   | 1998年（平成10年）6月23日 | 2014年（平成26年）6月22日 |              |
| 13 - 14 | 菊地啓夫   | 2014年（平成26年）6月23日 | 2022年（令和4年）6月22日  |              |
| 15      | 佐藤淳一   | 2022年（令和4年）6月23日  | 現職                      |              |

- 副市長：鈴木隆夫
- 宮城県議会議員（岩沼選挙区選出）：村上智行（2023年 - 、5期目）
- 市議会：議員の定数は18名
- 市民歌：「花とみどりとほほえみと」（1991年10月1日制定）
- 市のシンボルカラー：緑（主色）・青・白（1992年4月1日制定）

## 姉妹都市・提携都市

### 国内
- 南国市（高知県） - 1973年（昭和48年）7月23日、姉妹都市締結
- 尾花沢市（山形県） - 1999年（平成11年）11月7日、友好都市締結
- 袋井市（静岡県） - 2016年（平成28年）10月29日、友好都市締結

### 国外
- ナパ市（アメリカ合衆国カリフォルニア州） - 1973年（昭和48年）2月15日、姉妹都市締結（当時、両市ともに日本航空の訓練所があったことから）
- ドーバー市（アメリカ合衆国デラウェア州） - 2003年（平成15年）11月、友好都市締結

## 主な学校
専修学校
- 東日本航空専門学校

高等学校
- 宮城県名取高等学校

中学校
- 岩沼市立岩沼中学校
- 岩沼市立岩沼北中学校
- 岩沼市立岩沼西中学校
- 岩沼市立玉浦中学校

小学校
- 岩沼市立岩沼小学校
- 岩沼市立岩沼南小学校
- 岩沼市立岩沼西小学校
- 岩沼市立玉浦小学校

特別支援学校
- 宮城県立支援学校岩沼高等学園…高等部専門学科のみであり、知的障害を対象としているが、本来は名取市に所在する宮城県立名取支援学校が、高等部普通科を含め当市の学区に包括されている。

学校教育以外の施設
- 独立行政法人航空大学校仙台分校
- 国土交通省航空保安大学校岩沼研修センター
- 海上保安庁海上保安学校宮城分校

## 郵便
- 岩沼郵便局（集配局）
- 岩沼相の原郵便局
- 岩沼土ヶ崎郵便局
- 下野郷郵便局
- 玉浦郵便局
- 岩沼桑原郵便局
- 矢野目簡易郵便局
- 吹上簡易郵便局
- 玉浦西簡易郵便局

## 金融機関
- 七十七銀行
  - 岩沼支店
  - 岩沼西支店
- 仙台銀行岩沼支店
- 仙南信用金庫岩沼支店
- 仙台農業協同組合
  - 岩沼支店
  - 岩沼西支店
  - 玉浦支店
  - 千貫支店
- 東北労働金庫
  - 岩沼支店

## メディア

### コミュニティFM局
- エフエムいわぬま（愛称：ほほえみ）

本社、演奏所はハナトピア岩沼内にある。
送信所は岩沼市庁舎の屋上にあるため、亘理郡亘理町や名取市の一部でも聴取可能。

## 交通

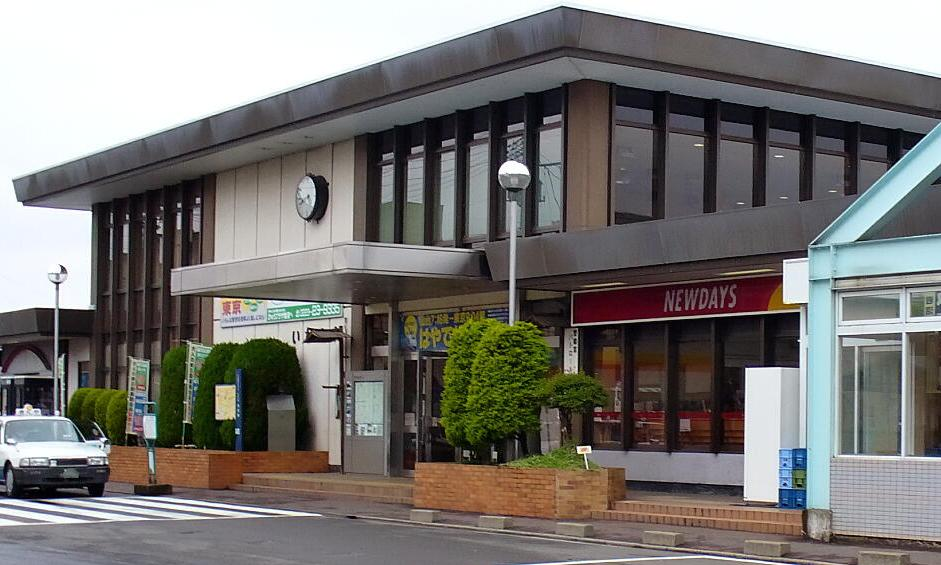
岩沼駅の駅舎。

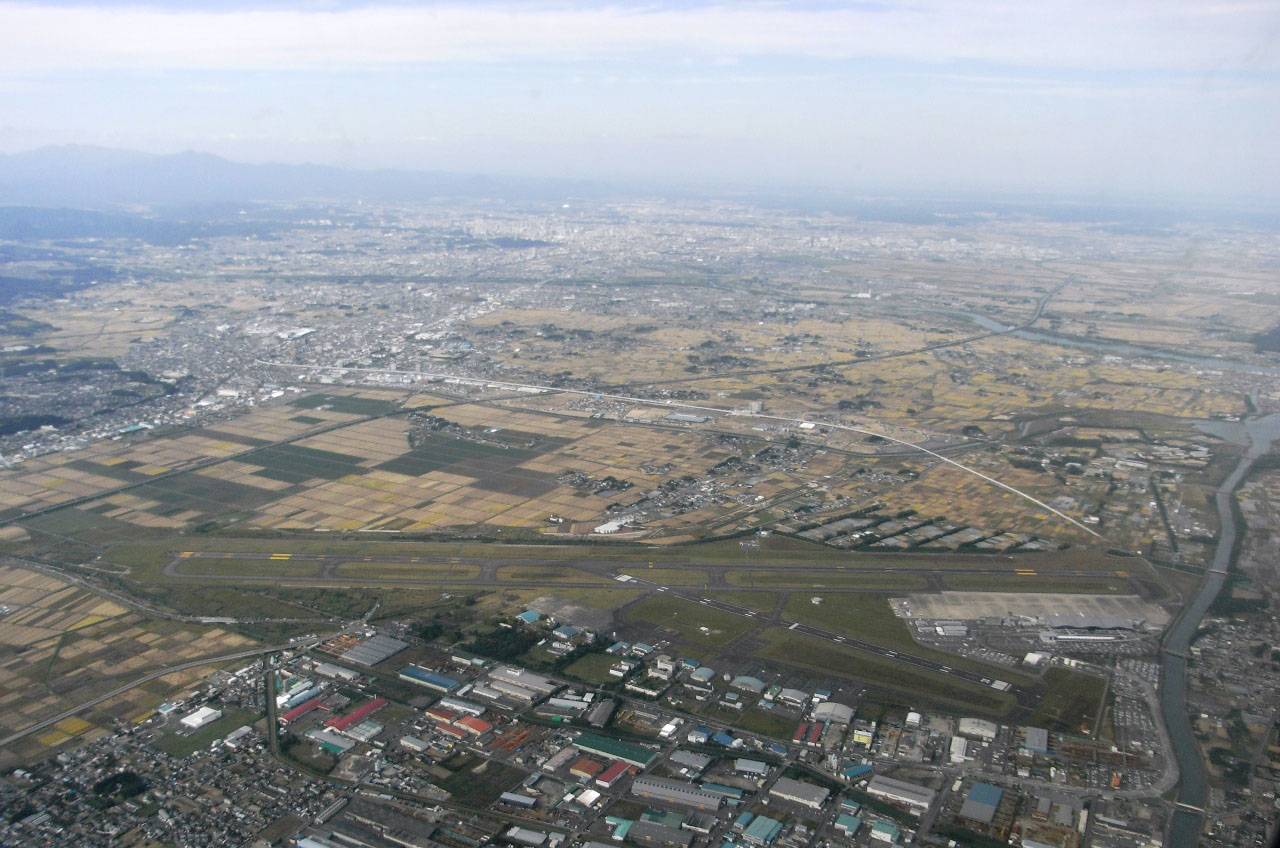
仙台空港の俯瞰。

### 空港
仙台空港が市の東部、名取市との境にある。

### 鉄道路線
- 東日本旅客鉄道（JR東日本）
  - 東北本線・常磐線：岩沼駅

### バス
- 岩沼市民バス「i（アイ）バス」

岩沼駅・岩沼市民会館と、グリーンピア岩沼や仙台空港などの市周辺部を結ぶ路線を運行。運賃は全線均一200円。小・中学生および70歳以上は100円。

### 道路
- 高速道路
  - E6 仙台東部道路
  - 岩沼IC
- 一般国道
  - 国道4号
    - 北方面 - 名取・仙台・大崎・栗原・一関・盛岡・青森
    - 南方面 - 柴田・大河原・白石・福島・郡山・宇都宮・東京

  - 国道6号
    - 南方面 - 亘理・山元・新地・相馬・南相馬・いわき・日立・水戸・土浦・東京
- 県道
  - 宮城県道10号塩釜亘理線、宮城県道20号仙台空港線、宮城県道25号岩沼蔵王線、宮城県道39号仙台岩沼線、宮城県道124号岩沼停車場線、宮城県道125号岩沼海浜緑地線、宮城県道227号仙台亘理自転車道線

## 名所・旧跡・観光スポット・祭事・催事

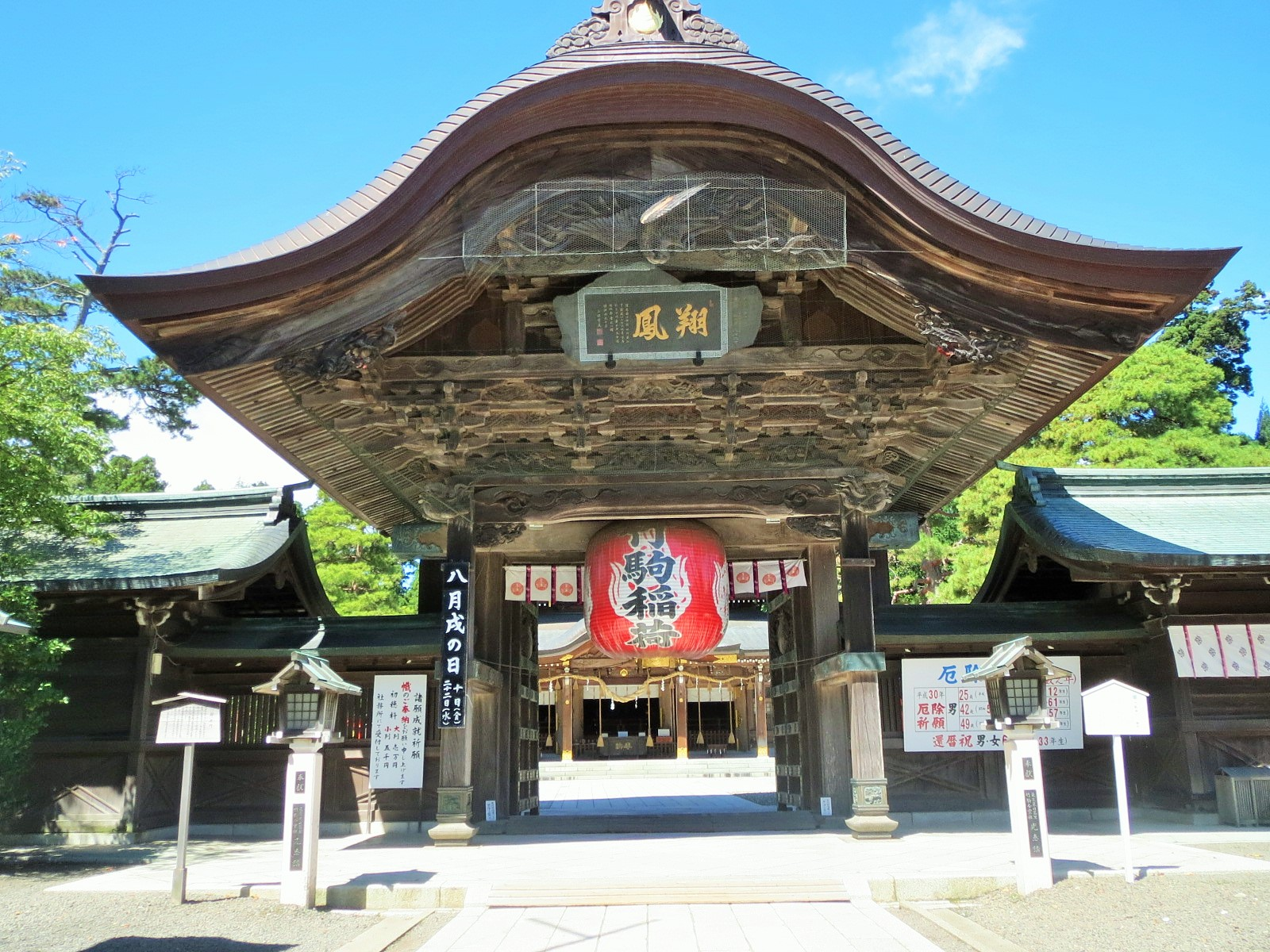
竹駒神社の唐門。

- 竹駒神社（竹駒稲荷、武隈明神） – 稲荷町1
- 竹駒寺 – 桜一丁目
- 安國寺 – 桑原一丁目
- 金蛇水神社 – 三色吉水神
- 龍谷山鷹硯寺 – 南長谷柳。百合若大臣ゆかり
- 東安寺 – 三色吉竹倉部
- 常寿院 – 北長谷畑堤上
- 長谷寺 – 北長谷畑向山
- 長徳寺 – 長岡塚腰
- 八雲神社 – 長岡上根崎
- 法常寺 – 朝日一丁目
- 大師温泉（2008年12月に閉鎖）・志賀高原ハイキングコース – 志賀大師
- 二木の松（武隈の松） – 二木二丁目2-11
- 亀塚古墳 – 字亀塚
- 朝日山公園 – 字荒井
- グリーンピア岩沼
- ハナトピア岩沼
- 岩沼海浜緑地

### 祭り・イベント
- 竹駒神社 初詣・どんと祭（裸参り）
- 竹駒神社 初午大祭
- 竹駒神社 秋季大祭
- 金蛇水神社 花まつり（牡丹まつり）
- 岩沼市民夏まつり
- お稲荷さん通りまつり
- よぃ市
- ほろ酔いウォークラリー in いわぬま
- ハナトピア岩沼 春恋まつり
- ハナトピア岩沼 収穫祭
- いわぬまエアポートマラソン
- 岩沼 Light Up Dream
- 岩沼冬花火
- 海上保安庁仙台航空基地一般公開

総合体育館（ビッグアリーナ）・陸上競技場などを活用し、各種スポーツ大会の誘致に力を入れている。

### 名産物
- 岩沼とんちゃん

## 出身有名人
- 菊地養之輔 - 日本社会党衆議院議員、弁護士
- 大友よふ - 女性活動家、平和活動家、全国地域婦人団体連絡協議会会長
- 岡本章子 - 立憲民主党衆議院議員[5]
- 千葉準一 - 会計学者
- 新田洋輔 - ミュージシャン
- 大友裕子 - シンガーソングライター
- 菅山かおる - バレーボール選手
- SAICO - ミュージシャン
- 中野裕通 - デザイナー
- 大久保剛志 - サッカー選手
- 大村悟 - バレーボール選手
- 田口隆祐 - プロレスラー
- 今野裕結 - 画家

## 岩沼市を舞台とする作品
- アニメ『バクテン!!』の舞台となっている[6]。